# رود وازوزا
رود وازوزا (انگلیسی: Vazuza) یک رودخانه در استان اسمولنسک کشور روسیه است.

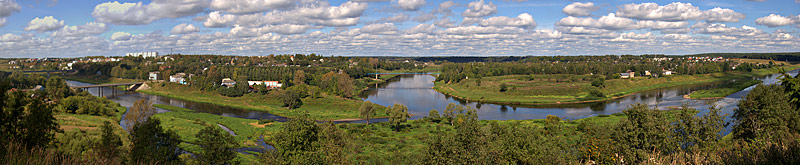
نمایی از رودخانه‌های ولگا (سمت راست) و وازوا (سمت چپ)